# Ahuixtla, Chilapa de Álvarez
Ahuixtla är en ort i Mexiko.   Den ligger i kommunen Chilapa de Álvarez och delstaten Guerrero, i den sydöstra delen av landet, 210 km söder om huvudstaden Mexico City. Ahuixtla ligger 1 951 meter över havet och antalet invånare är 578.
Terrängen runt Ahuixtla är kuperad. Runt Ahuixtla är det ganska glesbefolkat, med 39 invånare per kvadratkilometer. Närmaste större samhälle är Chilapa de Alvarez, 16,5 km väster om Ahuixtla. I omgivningarna runt Ahuixtla växer huvudsakligen savannskog.